# Moulinage
Dans l'industrie textile, le moulinage est l'action de tordre le fil de soie.

## Histoire

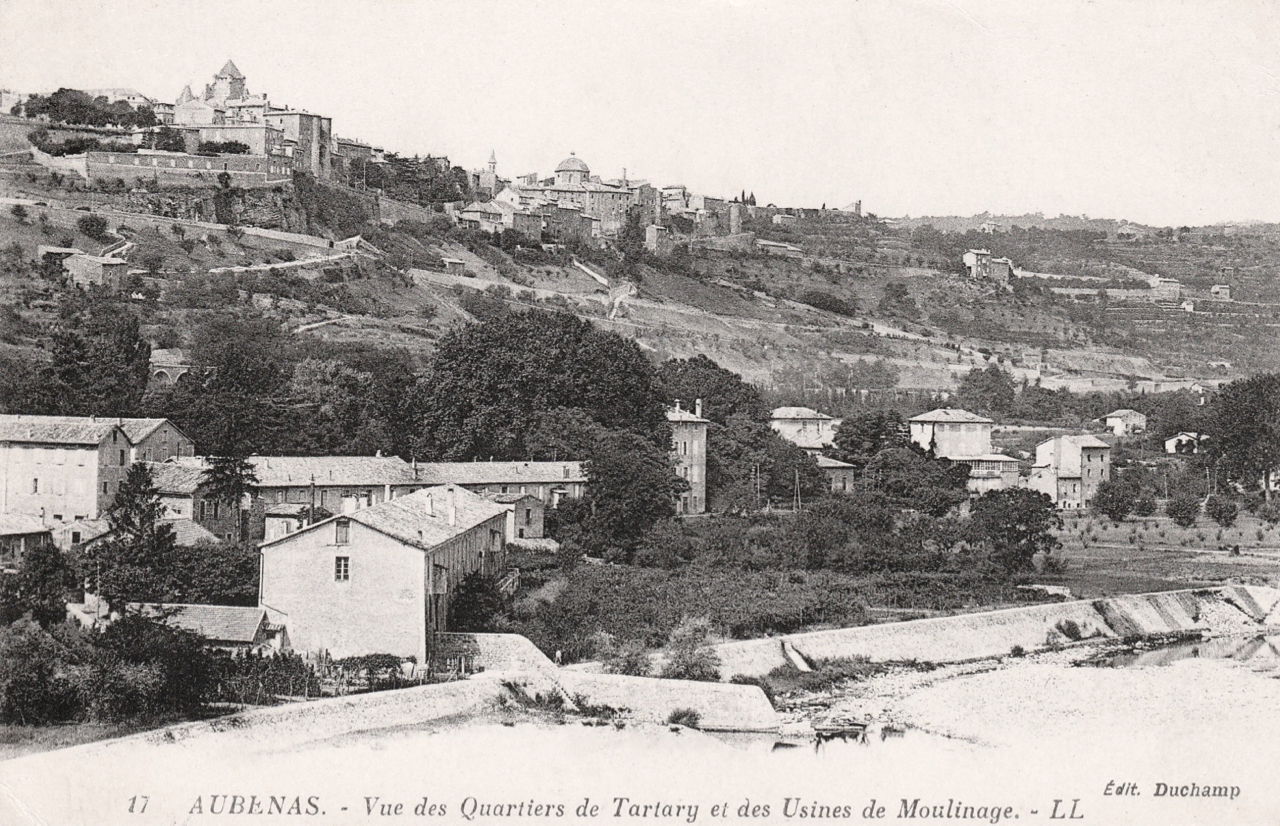
Aubenas, quartiers de Tartary et usines de moulinage.

Le moulinage se situe entre la filature et le tissage.
Cette activité était répandue en Ardèche du XVIIIe au XIXe siècle, où les usines étaient de longues bâtisses situées au fond des vallées près des cours d'eau. En effet, elles utilisaient l'énergie hydraulique pour faire tourner leurs roues de pêche : les roues à eaux des moulins. Les cours d'eau étaient partiellement déviés pour alimenter les chutes. Un grand nombre d'entre elles étaient construites dans les Monts du Vivarais (Ardèche), en particulier dans les vallées de la Fontaulière, de la Ligne et de la Glueyre.
Au XXIe siècle, il en reste quelques-unes qui ont été transformées en musées comme le moulinage de La Neuve à Marcols-les-Eaux, l'écomusée du moulinage à Chirols, les Ateliers du Moulinet à Largentière, ou en lieu culturel, comme le Théâtre du Moulinage d'Isaac Alvarez à Lussas.

## Apprêt de la soie
Pour les articles homonymes, voir Apprêt.
Dans l'étape du moulinage des fils de grège par torsion, on parle d'apprêt de la soie. On dit premier apprêt dans le cas d'une torsion simple, donnant un simple fil (désigné sous le nom de poil) et second apprêt, lors du doublement de ces fils par une seconde torsion. Au terme de cette étape, le fil est apprêté et prêt à l'emploi comme fil de chaîne.